# Kaksi kappeletta uruille
Kaksi kappeletta uruille (Fins voor Twee stukken voor orgel) is een compositie van Jean Sibelius. Sibelius kwam in 1922 in aanraking met het orgel toen hij als organist bij een vrijmetselaarsloge kwam. Hij zou er niet vaak spelen, maar moest als hij achter het orgel kroop afgeremd worden in zijn enthousiasme.

## Intrada
Deze "Intrada"  in largamente is geschreven voor een bezoek dat de Gustaaf V van Zweden en diens vrouw Victoria van Baden in 1925 aan Finland brachten. De Finse componist had in zijn hoofd een vijfdelige suite bestaande uit een Prelude, Interlude, Phos Hilaron Arioso, Intrada en Postludium. De prelude en postlude kwam niet verder dan een ruwe schets; het interlude en de Phos Hilaron Arios berekiten het papier geheel niet. De Intrada is het enige officiële stuk dat destijds de drukpers haalde; het klinkt voornaam en gedragen zoals zijn symfonieën. De twee schetsen van de andere delen kwam in 2001 uit. De eerste uitvoering van de Intrada vond plaats op 22 augustus 1925 in Helsinki.

## Surusoitto
De "Surusoitto" (Fins voor Begrafenismars) schreef Sibelius naar aanleiding van het overlijden van de Finse kunstenaar Akseli Gallen-Kallela op 7 maart 1931. Sibelius kwam bij het componeren van dit werk in tijdnood, hij was toen al jaren bezig met wat zijn grootse opus Symfonie nr. 8 moest worden. Het werk zou er nooit komen. Sibelius wilde de opdracht tot het werkje voor orgel teruggeven, maar de uitnodigingen waren al verzonden en Sibelius voelde zich toen verplicht om toch met een werk te komen. Het verhaal gaat dat hij toen het geplande langzame deel van zijn symfonie in Surusoitto heeft gebruikt. Het zou zijn laatste instrumentale werk worden. Het stuk was voor het eerst te horen op de begrafenis op 19 maart 1931, achter het orgel zat Elis Mårtenson.    